# La Prairie (Minnesota)
La Prairie és una població dels Estats Units a l'estat de Minnesota. Segons el cens del 2000 tenia 605 habitants.

## Demografia
Segons el cens del 2000, La Prairie tenia 605 habitants, 239 habitatges, i 174 famílies. La densitat de població era de 204,9 habitants per km².
Dels 239 habitatges en un 32,6% hi vivien nens de menys de 18 anys, en un 60,3% hi vivien parelles casades, en un 9,2% dones solteres, i en un 26,8% no eren unitats familiars. En el 20,1% dels habitatges hi vivien persones soles el 4,6% de les quals corresponia a persones de 65 anys o més que vivien soles. El nombre mitjà de persones vivint en cada habitatge era de 2,5 i el nombre mitjà de persones que vivien en cada família era de 2,9.
Per edats la població es repartia de la següent manera: un 25,1% tenia menys de 18 anys, un 7,8% entre 18 i 24, un 26,3% entre 25 i 44, un 27,9% de 45 a 60 i un 12,9% 65 anys o més.
L'edat mediana era de 40 anys. Per cada 100 dones de 18 o més anys hi havia 103,1 homes.
La renda mediana per habitatge era de 39.375 $ i la renda mediana per família de 50.250 $. Els homes tenien una renda mediana de 41.125 $ mentre que les dones 23.681 $. La renda per capita de la població era de 18.632 $. Entorn del 7,7% de les famílies i el 10% de la població estaven per davall del llindar de pobresa.

## Poblacions més properes
El següent diagrama mostra les poblacions més properes.